# Слатина (Кунгота)
Слатина (словен. Slatina) је насељено место у општини Кунгота, Подравска регија, Словенија.

## Историја
До територијалне реорганизације у Словенији била је у саставу старе општине Песница.

## Становништво
У попису становништва из 2011. године, Слатина је имала 86 становника.
| Број становника према пописима | Број становника према пописима | Број становника према пописима |
| ------------------------------ | ------------------------------ | ------------------------------ |
| 1991                           | 2002                           | 2011                           |
| 82                             | 77                             | 86                             |